# Leon Parmentier
Leon Parmentier (Gullegem, 20 maart 1901 - Roeselare, 21 oktober 1949) was een Belgisch wielrenner. Parmentier was beroepsrenner van 1925 tot 1928. In de Ronde van Frankrijk 1926 werd hij 7de.

## Resultaten in voornaamste wedstrijden
| Jaar | Ronde van Italië | Ronde van Frankrijk | Ronde van Spanje |
| ---- | ---------------- | ------------------- | ---------------- |
| 1926 |                  | 7e                  |                  |
| 1927 |                  |                     |                  |
| 1928 |                  |                     |                  |

| Jaar | Ronde van Vlaanderen | Parijs-Roubaix | Parijs-Brussel | Parijs-Tours |
| ---- | -------------------- | -------------- | -------------- | ------------ |
| 1926 | 5e                   | 37e            |                | 9e           |
| 1927 |                      | 32e            | 4e             | 57e          |
| 1928 | 23e                  | 38e            |                | 40e          |

- Bibliothèque nationale de France: cb17715180h (data)
- International Standard Name Identifier: 0000 0004 6456 6900
- Virtual International Authority File: 1671152080585107230008